# Cantonul Bourg-de-Péage
Cantonul Bourg-de-Péage este un canton din arondismentul Valence, departamentul Drôme, regiunea Rhône-Alpes, Franța.

## Comune
- Alixan
- Barbières
- La Baume-d'Hostun
- Beauregard-Baret
- Bésayes
- Bourg-de-Péage (reședință)
- Charpey
- Châteauneuf-sur-Isère
- Chatuzange-le-Goubet
- Eymeux
- Hostun
- Jaillans
- Marches
- Rochefort-Samson
- Saint-Vincent-la-Commanderie